# Originea speciilor
Originea speciilor prin selecție naturală sau păstrarea raselor favorizate în lupta pentru existență (în engleză On the Origin of Species by Means of Natural Selection, Or the Preservation of Favoured Races in the Struggle for Life) este o carte scrisă de Charles Darwin, apărută în anul 1859.
Conform The Guardian, este una dintre cele mai importante zece cărți care au influențat lumea.
De asemenea, după aprecierea criticului Martin Seymour-Smith, se situează în lista celor mai influente 100 cărți din istoria omenirii.
Baza materialului pentru cartea Originea speciilor a fost adunată în călătoria efectuată în jurul lumii pe vasul „Beagle” între 27 decembrie 1831, când corabia, încărcată până la refuz, a ridicat ancora din Golful Plymouth și 2 octombrie 1836, când s-a întors, după aproape 5 ani, din nou în Anglia.
După sosirea din expediția în jurul lumii, întreaga energie a lui Charles Darwin este concentrată asupra strângerii materialului necesar lămuririi problemei originii speciilor.
O primă schiță a teoriei evoluționiste este întocmită de Darwin încă din anul 1842. Această schiță nu a fost arătată niciunei alte persoane. De existența acesteia s-a aflat abia după 14 ani de la moartea lui Darwin.
În anul 1844 Darwin întocmește o a doua schiță, de data aceasta mult mai completă și pe care o arată prietenilor săi Charles Lyell și Joseph Dalton Hooker. Aceștia dându-și seama de valoarea lucrării au insistat pe lângă Darwin să își publice lucrarea existând pericolul ca, datorită amânărilor,  un alt autor să publice înaintea sa această teorie și să piardă  nejustificat prioritatea. Cu toate acestea, Darwin considera că materialul pe care îl aducea în sprijinul teoriei sale nu era suficient. El vedea lucrarea Originea speciilor ca o lucrare de dimensiuni vaste, cu prezentarea unui material faptic extrem de bogat. Dar după cum prevăzuseră Lyell și Hooker, Darwin nu era singurul care lucra la o  teorie despre evoluția speciilor. Încă din anul 1856 Darwin era în corespondență cu naturalistul Alfred Russel Wallace, plecat de doi ani în Arhipelagul Malaiez, pentru cercetări biologice. La începutul anului 1858 Darwin primește de la Wallace un articol prin care semnatarul acestuia îl ruga pe Darwin să îl dea spre publicare. Titlul articolului era „Cu privire la tendința varietăților de a se îndepărta indefinit de tipul inițial”. Inevitabilul se produsese. Altcineva i-o luase lui Darwin înainte. În lucrarea trimisă spre publicare lui Darwin, Wallace formulase concepția sa despre originea speciilor, enunțând principiul luptei pentru existență și al selecției, principii la care Darwin lucra de extrem de multă vreme.
Darwin, dând dovadă de o corectitudine și de o modestie ieșite din comun, este gata să renunțe la prioritatea teoriei sale. Însă prietenii săi, Lyell și Hooker, găsesc o soluție acestei situații, pe care ei o anticipaseră cu mult timp înainte, (anume că un alt biolog va elabora o aceeași teorie și o va publica înaintea lui Darwin). La insistențele lor, Darwin a acceptat ca la o ședință a „Societății Linneene” să prezinte împreună cu articolul lui Wallace și un foarte scurt rezumat al teoriei sale. Această sesiune din 1 iulie 1858 a Societății, în care Darwin prezintă concomitent aceeași teorie, dar elaborată de doi autori diferiți, devine o zi istorică atât pentru „Societatea Linneenă”, cât și pentru biologia mondială.
În continuare sfătuit de cei doi prieteni ai săi, Darwin redactează pentru publicare o primă variantă a Originii speciilor. Această lucrare apare în 24 noiembrie 1859, iar în timpul vieții lui Charles Darwin mai sunt redactate încă șase ediții, ultima, Ediția a VI-a a Originii speciilor fiind mult lărgită comparativ cu cele anterioare. De remarcat că prima ediție, apărută într-un tiraj de 1250 de exemplare, se epuizează într-o singură zi. Lucrarea a stârnit încă de la apariție polemici imense între susținătorii teoriei și adversarii ei. Printre adversari s-a numărat și Robert FitzRoy, căpitanul vasului „Beagle”, meteorolog și cartograf, care l-a atacat vehement pe Darwin. Teoria evoluționistă a fost susținută de numeroși naturaliști printre care Thomas Huxley, Ernst Haeckel, Alexander O. Kovalevski, Vladimir O. Kovalevski, A.V. Severțov . Și în România, concepția evoluționistă a avut numeroși susținători printre care: Grigore Ștefănescu, Ștefan Mihăilescu, N. Leon, Grigore Antipa, Dimitrie Voinov, Emil Racoviță, Victor Babeș, Gheorghe Marinescu, Grigore Cobălcescu ș.a.